# الركب (رصد)

تعديل مصدري - تعديل

الركب هي إحدى قرى عزلة القارة بمديرية رصد التابعة لمحافظة أبين، بلغ تعداد سكانها 99 نسمة حسب تعداد اليمن لعام 2004.